# Torre de Salamanca
La Torre de Salamanca o Fuerte de Salamanca es un fuerte fusilero que se encuentra en la villa española de Caspe (Zaragoza, Aragón).

## Historia
La construcción del fuerte se inició en 1875 por orden del general Manuel de Salamanca Negrete debido a la necesidad defensiva de la población ante las Guerras Carlistas.
Su estructura recuerda a los antiguos castillos medievales y su financiación se realizó fundamentalmente a costa de los contribuyentes locales.
Forma parte de una serie de fortines distribuidos por montes y riscos, principalmente en el Bajo Aragón, que constituían una eficiente red de comunicación.
Desde sus cubiertas se trasmitían señales con fuego, espejos o banderas entre los diferentes fortines, comunicando extensos territorios entre Zaragoza, el Maestrazgo y Castellón.
Actualmente es sede del Museo de Heráldica.

## Descripción
El fuerte se alza sobre un espolón conocido como «Cabezo de Monteagudo», situado en un extremo de la población.
Aunque fuera erigido por el ejército, el edificio goza de un aspecto sugerente, revelando cierta intencionalidad artística dentro del marco de la ingeniería puramente militar.
Proyectado y construido con medidas exactas —es de planta rectangular de doce por ocho metros—, la época romántica en que fue construido se deja notar; sus almenas están esquinadas y perfiladas como palaciegas, y posee unos baluartes curvos en los lados que forman en planta un trébol de cuatro hojas.
El interior del edificio es evocador y armonioso pese al reducido espacio.
Desde el centro de la estructura principal nace un torreón cuadrado, de cuatro metros de lado, destacando en altura del resto de la construcción.
Posee aspilleras de fusilería a las que se accede a través de una galería corrida.

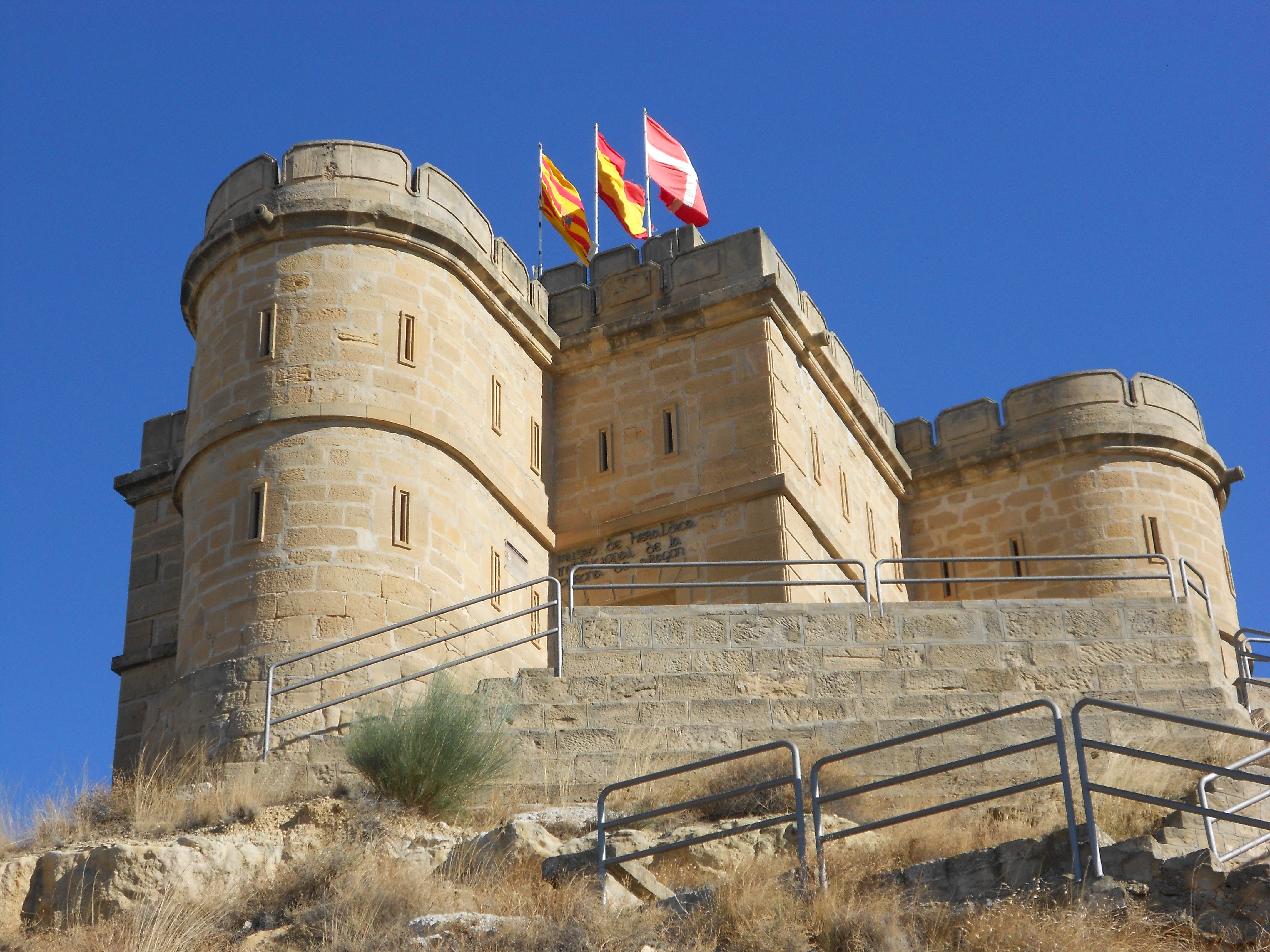
La Torre de Salamanca, sugerente y evocadora, se alza sobre un altozano.